# L'amantide
L'amantide è un film del 1976 diretto da Amasi Damiani.

## Trama
In una grande villa di campagna abita la famiglia Santoro, con a capo l'anziana Teodora. Ciascuno dà liberamente sfogo alle proprie passioni in un morboso equilibrio emotivo che si spezza quando Rodolfo, in seguito a una brutta caduta da cavallo, rimane paralizzato. 
Teodora, che vuole tenere a freno la passionale moglie di lui, Eleonora, decide che Riccardo, figlio di Rodolfo, finisca tra le braccia della matrigna.